# Tony O'Shea
Pour les articles homonymes, voir O'Shea.
Tony O'Shea, né sur l'île de Valentia en Irlande en 1947, est un photographe irlandais.

## Biographie
Après avoir étudié l'anglais et la philosophie, il devint photographe professionnel en 1981. Il a publié deux livres (dont un avec Colm Toibin) et participé à de nombreuses expositions. Il vit à Dublin où il travaille pour le Sunday Business Post.